# Казанская, Инна Ивановна
Инна Ивановна Казанская (18 июня 1923 — ?) — советский учёный, специалист в области прокатки, лауреат Ленинской премии.
В 1949 году окончила Московский авиационно-технологический институт и спецкурсы при МВТУ.
С 1949 года научный сотрудник ВНИИМЕТМАШ (Всесоюзный научно-исследовательский и проектно-конструкторский институт металлургического машиностроения), с 1962 г. зав. лабораторией.
Кандидат технических наук (1957).
Ленинская премия 1964 года — за создание и внедрение новой техноологии и комплекса станов для прокатки круглых периодических профилей.